# March of the Pigs
March of the Pigs (conosciuto anche come Halo 7), è una canzone dei Nine Inch Nails pubblicata come singolo il 25 febbraio 1994, il primo estratto da The Downward Spiral.
Ha raggiunto la posizione numero 6 nella classifica Billboard Canadian Hot 100.

## Tracce

### US version
1. "March of the Pigs" – 2:54
2. "Reptilian" (remixed by Dave Ogilvie) – 8:39
3. "All the Pigs, All Lined Up" – 7:25
4. "A Violet Fluid" – 1:05
5. "Underneath the Skin" – 7:13

### UK version
(disc 1)
1. "March of the Pigs (clean version)" – 2:54
2. "All the Pigs, All Lined Up" – 7:25
3. "A Violet Fluid" – 1:03
4. "Big Man With a Gun" – 1:36

(disc 2)
1. "March of the Pigs (LP version)" – 2:54
2. "Underneath the Skin" – 7:14
3. "Reptilian" (remixed by Ogilvie) – 8:39